# Rüdiger Lemp
Rüdiger Lemp (vollständiger Name Wolf Rüdiger Georg Lemp; geboren um 1945 in Deutschland) ist ein deutscher Politiker und Diplomat. Er war zwischen 2000 und 2004 Außerordentlicher und Bevollmächtigter Botschafter in Nepal mit Sitz in Kathmandu.

## Entwicklung
Rüdiger („Rudi“) Lemp wurde in einer Arztfamilie geboren. Er sollte ebenfalls Mediziner werden und hatte ein Medizinstudium begonnen. Dieses hat er jedoch zugunsten der Wirtschaftswissenschaften aufgegeben und machte hier einen Abschluss als Master. Durch seine Schwester, die Kontakte zum deutschen diplomatischen Korps in Frankreich hatte, kam bei Lemp der Wunsch auf, die diplomatische Laufbahn zu wählen. Er fand 1971 eine entsprechende Ausbildungsstelle in Dublin in Irland. Hier erwarb er gute englische Sprachkenntnisse und erhielt gleichzeitig einen Einblick in das System der europäischen Botschaften. Schließlich schloss er in Deutschland an der Bonner Diplomatenschule die Diplomaten-Ausbildung ab.
Lemp wurde dann 1972 als Legationssekretär und Leiter der Wirtschaftsabteilung der Deutschen Botschaft in Südvietnam erstmals eingesetzt.
Hier erlebte er hautnah den Vietnam-Krieg und dessen absehbares Ende, verließ Saigon jedoch im Februar 1975.
Mit dem Einsatz im diplomatischen Dienst Deutschlands war Rüdiger Lemp Angestellter in deutschen Ministerien, um 1973 im Bundesministerium für Wirtschaft als Dritter Sekretär und danach im Bundesministerium für Forschung und Technologie als Zweiter Sekretär.
Im Jahr 1975 wechselte er in das Büro der Ständigen Vertretung der Bundesrepublik Deutschland bei den Vereinten Nationen in New York City, wo er Mitglied in verschiedenen Komitees wurde. Diese Aufgaben führten ihn unter anderem in den 1980er Jahren nach Jordanien als stellvertretenden Missionschef in die Hauptstadt Amman. Nach eigener Einschätzung hat ihn die jordanische Zeit sehr geprägt und die Einschätzung der arabischen Welt und ihrer Bewohner stark zum Positiven verändert.
Im Jahr 1994 übernahm Rüdiger Lemp eine neue Aufgabe: er wurde stellvertretender Direktor der Gruppe Internationale Umweltpolitik des Auswärtigen Amtes in Bonn. Hier kümmerte er sich auch um eine engere Zusammenarbeit zwischen den ehemaligen Ländern des Warschauer Paktes und den zahlreichen Umweltverbänden in den westeuropäischen Ländern. Ein wichtiges Ergebnis in dieser Zeit war die Vorbereitung und der Abschluss eines multinationalen Übereinkommens zum Schutz und zur verträglichen Nutzung der Donau, welches 1998 unterzeichnet werden konnte.
Mitte der 1990er Jahre wurde Lemp Mitglied der deutschen ständigen Vertretung bei den Vereinten Nationen in Genf. Diese Arbeit führte ihn für einige Jahre nach Ottawa in Kanada.
In seiner Position als ehemaliger Diplomat in einem arabischen Land (Jahr 2000) setzte sich Lemp zusammen mit weiteren 23 deutschen Botschaftern (ehemalige und amtierende) dafür ein, dass zwischen Israel und Palästina ein Friedensabkommen zustande kommt.
Im November 2000 übernahm Lemp die Leitung der neu zu besetzenden deutschen Botschaft in Nepal in dessen Hauptstadt Kathmandu („Amtsbezirk Nepal“).
Der Botschafter organisierte eine enge Zusammenarbeit zwischen deutschen Einrichtungen wie der Deutschen Entwicklungsgesellschaft (GTZ) und nepalischen Projektleitern, beispielsweise beim Bau eines Wasserkraftwerks. Er übernahm aber auch gern Auftritte bei Nicht-Regierungs-Organisationen (NGO) wie dem Arco-Nepal e.V. mit einer breiten Palette an Themen wie Tierschutz, Umwelt, Kinder usw.
In Kathmandu unterstützte Lemp unter anderem die Hermann-Hesse-International-Society bei der Herausgabe von in Nepali übersetzten Werken Hermann Hesses.
Das Amt des Botschafters im Königreich Nepal übergab Lemp im Jahr 2004 an Franz Ring.
Nach seinem Ausscheiden aus dem diplomatischen Dienst blieb Lemp der Region Asien weiter eng verbunden: er half beispielsweise aktiv beim Umbau einer staatlichen Schule im Ort Dadhikot, Distrikt Bhaktapur, zu einer Schule mit „Modellcharakter“, die gleichzeitig einen Kindergarten und einen Gesundheitsposten betreibt. Unterstützung erhält die Einrichtung unter anderem durch Spenden deutscher Bürger und durch den Einsatz deutscher Volontäre.

## Privates
Während der Arbeit in den USA lernte Rüdiger Lemp seine spätere Frau kennen – die Ärztin Azra Habib, eine in den USA ausgebildete indische Pathologin.
In New York bezogen sie ein eigenes Haus, welches noch im Besitz der Familie Lemp ist (Stand 2003).
Sie haben zwei Töchter.
Als sportliche Hobbys betreibt Lemp regelmäßig Mountainbiking.